# NGC 5932
NGC 5932 ist eine 14,5 mag helle Galaxie mit aktivem Galaxienkern vom Hubble-Typ S? im Sternbild Bärenhüter. 
Sie wurde am 21. April 1887 von Lewis A. Swift entdeckt.